# هانس ويت
هانس ويت (بالألمانية: Hans Ludwig Witt)‏ هو جندي ألماني، ولد في 25 ديسمبر 1909 في باوتسن في ألمانيا، وتوفي في 13 فبراير 1980 في Poppenbüttel ‏ في ألمانيا.